# Sleepy Brown
Sleepy Brown (* 1970 als Patrick Brown in Savannah, Georgia) ist ein US-amerikanischer R&B-Sänger und Musikproduzent. Er ist Mitglied von Organized Noize und der Dungeon Family und ist dementsprechend vor allem für seine Gastauftritte bei Liedern von OutKast bekannt.

## Leben
Als Sohn von Jimmy Brown, den Saxofonist und Leadsänger der Funk-Gruppe Brick, kam Sleepy Brown bereits früh mit der Musikszene in Kontakt, insbesondere mit Barry White, den Commodores und Parliament. In diesem Umfeld traf er Rico Wade und Ray Murray, mit denen er Organized Noize gründete.
In dieser Gruppe konzentrierte er sich zunächst nahezu ausschließlich auf das Produzieren und arbeitete daran möglichst viele Instrumente zu beherrschen. Das Singen betrieb er nur nebenbei, auch wenn er den Refrain auf OutKasts erster Single Player’s Ball sang. Außerdem gründete er zwei eigene Funk-Gruppen, Society Of Soul und Sleepy’s Theme, deren Musik allerdings keinen nennenswerten Erfolge hatte. 1996 bekam er dann die Gelegenheit mit Curtis Mayfield zu musizieren, als dieser für sein letztes Album New World Order mit Organized Noize zusammenarbeitete.
Zu Beginn der 2000er Jahre begann er dann mehr und mehr als Sänger aufzutreten, zunächst vor allem auf Refrains verschiedener Hip-Hop-Lieder, vor allem auf denen OutKasts. Seine eigene Single, I Can’t Wait aus dem Soundtrack von Barbershop 2, hatte dann 2004, ebenfalls mit OutKast, einigen Erfolg. In Folge daran sollte sein Debütalbum For The Grown And Sexy erscheinen, jedoch wurde sein Plattenlabel DreamWorks Records von Interscope aufgekauft und dort integriert. Daraus resultierten musikalische Differenzen, sodass er das Label verließ und sein Solodebüt unter dem neuen Namen Mr. Brown und mit einigen neuen Liedern auf Big Bois Purple Ribbon Records veröffentlichte, darunter auch die Single Margarita, mit Big Boi und Pharrell.

## Diskografie

### Alben
- 2006: Mr. Brown

### Singles
- 2003: The Way You Move (Outkast feat. Sleepy Brown, UK: Silber)
- 2004: I Can’t Wait
- 2006: Margarita